# Conopeum

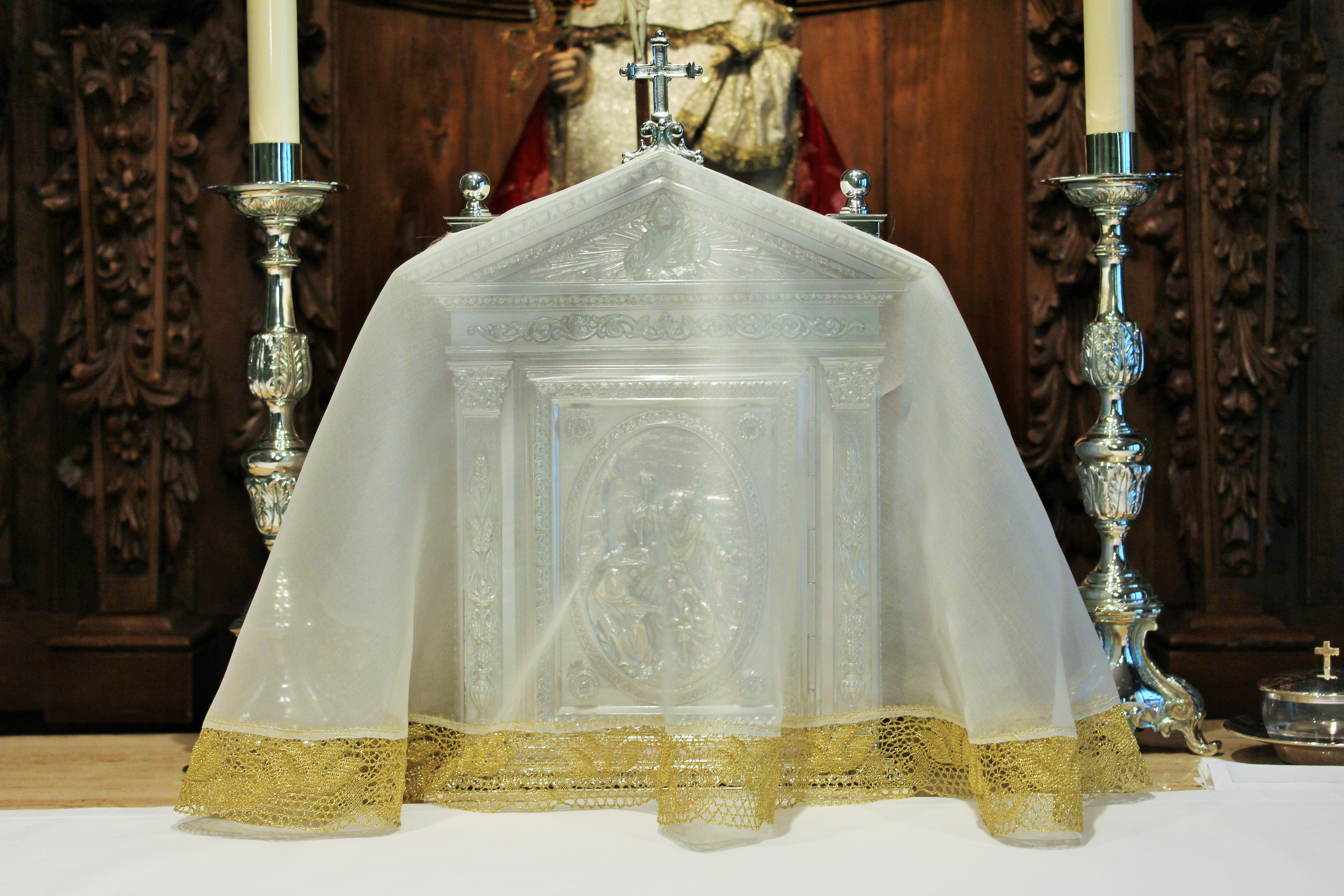
Ein Conopeum als Tabernakelvelum

Conopeum (Connopeum, Konopäum, von altgriechisch Κωνωπεῖον ‚Mückennetz‘) bezeichnet ursprünglich ein zeltförmiges Mückennetz. Seine heutige Bedeutung leitet sich jedoch aus dem kirchlichen Sprachgebrauch ab, der das Conopeum als Ehrenzelt bezeichnet. 
Damit können mehrere Ausführungen gemeint sein:
- Conopeum als Stoffbaldachin über einem Altar
- Conopeum als Traghimmel
- Conopeum als Tabernakelumhang oder Tabernakelvelum bzw. Vorhang vor den Tabernakeltüren. Als solcher kann es in den liturgischen Farben ausgeführt sein (mit Ausnahme von schwarz).
- Conopeum als gelb-rot gestreifter, kegelförmiger Seidenschirm, der ursprünglich Priester und Kantoren bei Prozessionen schützen sollte, später aber lediglich als Ehrenzeichen der Basiliken galt. Nach der Liturgiereform des Zweiten Vatikanums ist das Mitführen eines solchen Ehrenzeichens in einer Prozession aber weitgehend ungebräuchlich geworden. Siehe auch Padiglione.